# 渚恋生
渚 恋生（なぎさ こいき、2000年9月14日 - ）は、日本のAV女優、舞台女優。ファンスタープロモーション所属。

## 略歴
バレエの発表会に元芸能界の人物が来ており、舞台に上がりたいという決意を抱き芸能の道を目指す。
舞台俳優として活動後、2023年9月に『芸能界引退後、即AVデビュー 渚恋生』（SODクリエイト）でAV女優デビュー。デビュー作は、同年9月11日週、FANZA通販フロアランキングでBlu-ray版が9位。DVD版が1位を記録。翌週同年9月18日週の同ランキングではDVD版が2位。Blu-ray版が1位。10月2日週では同ランキングではBlu-ray版が9位に落ちるもDVD版が再び1位を記した。また同作は2023年年間AVセールスランキングでも1位を記録した。
同年9月18日週FANZA動画フロアランキングでは週間AVランキング1位を記録。9月25日週も1位を維持した。10月2日週の同ランキングでは2位。
10月9日週FANZA動画フロアランキングでは同作が2位を維持したほか、セル版の特典映像である『まだ芸能界にいたときのハメ撮り映像!? 渚恋生（23）』が初登場3位にランクインした。
FANZA通販フロア2023年9月度月間AV女優ランキング1位を記録。
同年9月、台湾では前歴について、「寶塚歌劇團退團的櫻月乃愛」と報道された。SODクリエイトは「当該女優についての公式なコメントは控えさせていただきます」とコメント。ただし業界関係者の話として宝塚関係者であることを認め、実家への取材だけは慎むようにとのコメントが出されている。この時の様子をAVライターのさおりは「有名な舞台女優の転身は、AVの枠を飛び越えて世間を震撼させました」と記述している。
デビュー第2作『芸能人が突撃、お宅訪問えっち。渚恋生を発射無制限でお貸しします。』は2023年10月16日週FANZA通販フロアランキング初登場10位（DVD版）および8位（Blu-ray版）となった。翌10月23日週では1位（DVD版）と2位（Blu-ray版）を独占した。この勢いもあり、FANZA通販フロア10月度女優ランキング1位（2か月連続）。
2023年11月13日週、2023年11月20週FANZA通販フロアランキングにて、『芸能人 渚恋生 絶頂開発 敏感BODYをガクブル震わせながらジブン史上最高の激イキ! 巨根大絶頂』が初登場から2週連続で2位を記録。FANZA通販フロア2023年11月度月間女優ランキングは2位となった。

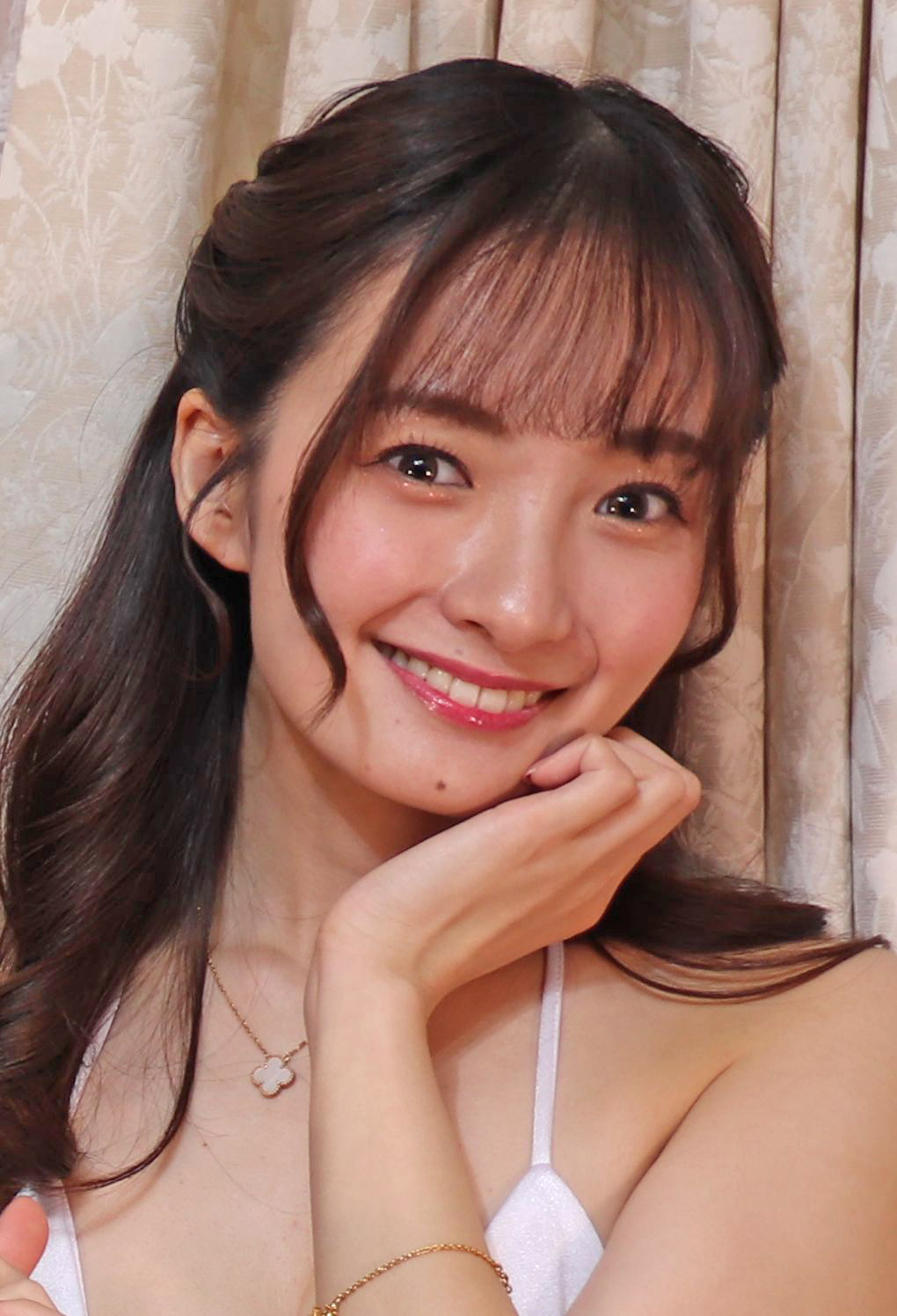
2023年12月3日撮影

2023年12月、アサヒ芸能編集部による「アサ芸AV大賞2023」で話題騒然大賞受賞。
同年12月11日週FANZA通販フロアランキングにて、『渚恋生 初ドラマ作品 キスから始まる4職業コスプレ 職場なのにスイッチが入ると止まらない本性エッチな働くオンナ。』が初登場4位ランクイン。同年12月18日週FANZA通販フロアランキングでは3位浮上。
同月発売の光文社『FLASH』にて、翌年2月に小学館から初の写真集を発売することを明かした。

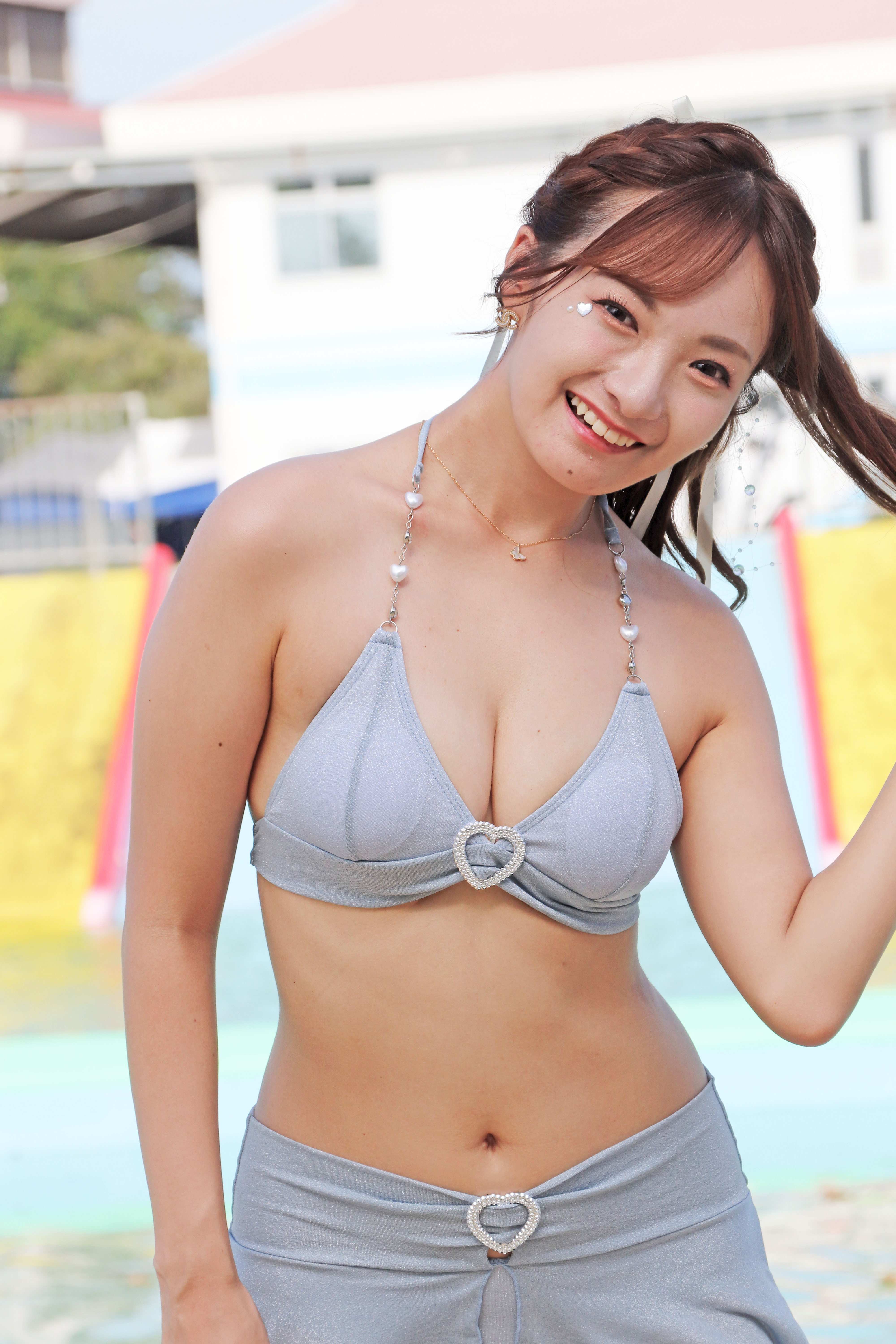
2024年9月15日撮影

2024年1月1日週FANZAレンタルフロアランキングにて、デビュー作が再び2位に上昇した。
2024年1月22日週FANZA通販フロアランキングにて、『ロケ帰り相部屋NTR 大雪で帰れなくなったお天気お姉さんが陰険な中年ディレクターの粘着パワハラチ○ポで開発され続けた一晩。渚恋生』 が初登場4位を記録。1月29日週も3位を記録した。FANZA動画フロア2024年1月度月間AV女優ランキングで10位を記録。
同年2月19日週FANZA通販フロアランキングにて、『芸能人 初めてのソープ 射精無限大Fカップソープ 必ず9発抜いてくれる! 笑顔で癒される神乳ボディ! 渚恋生』が初登場9位にランクイン。2月26日週FANZA通販フロアランキングでは6位に上昇。
同年4月1日週FANZA通販フロアランキングにて、『限界禁欲 淫らに絡み合う イキ果てるまでずっと入れっぱなし濃密ワイルド性交 芸能人 渚恋生』が初登場7位にランクイン。FANZA通販フロア2024年4月度月間AV女優ランキング8位ランクイン。
パイパンでデビューしたが、同年4月18日発売のイメージビデオ『Koiki Grace and elegance 渚恋生』（REbecca）から生やすようになる。グラビアでは同年7月23日発売『アサヒ芸能』撮り下ろしグラビアで解禁した。
同年7月29日週FANZA通販フロアにて、『「ひさしぶりに学校いってみいひん?」かつての同級生と10年ぶりに再会。当時ヤリまくっていた思い出の校舎…は跡形もなく…廃墟になった母校の冷たいコンクリートに彼女を押しあて何度も何度も腰を打ちつけた 渚恋生』が初登場9位を記録した。
同年9月15日に埼玉県・しらこばと水上公園で開催されたプール撮影会『TREND GIRLS 撮影会 2024』内で行われた「TREND GIRLSファッションショー」に参加し、ランウェイを歩いた。また翌16日には東京・秋葉原の書泉ブックタワーで、自身初のポーズブック『プレミアムヌードポーズブック 渚恋生』の発売記念イベントを開催した。同年12月24日、光文社『FLASH』が独自集計した「FLASHセクシー女優ランキング2024」15位。
モデルとしても2024年11月『カメラマン リターンズ#12』（モーターマガジン社）にてポートレート＆ヌード・バトル2024と題して8人のカメラマン（高桑正義/川辺優紀子/HASEO/萩原和幸/河野英喜/酒井よし彦/松田忠雄/上野 勇）のモデルを務めた。

## 人物
- 舞台芸能時代を「表現に没頭できた青春」と表現しており、できなかったことや、不満があって辞めたわけでは決してないと述懐[4]。引退時にはまさかアダルト業界に飛び込むとは思っていなかったというが、自分がしたいことに立ち返ったときに、映像の仕事、モデル、写真集、週刊誌グラビア等総合的にできるのはAV女優だとの考えに至ったため、AV女優という職業を目指した[4]。裸になるということも含め、批判されることは覚悟の上での決断だったが、以前の活動を知っていた人々からも応援の声をもらったのは励みになったという[4]。なお、事前にAV業界に飛び込むことを伝えた友人、知人はわずかだったが「あなたが決めたことなら頑張りな」と後押しをもらい勇気づけられたとインタビューでは述べている[4]。
- きれいな女性の裸を見るのが好きな性分であり、デビュー前からAVを週一程度の頻度で視聴していた[4]。基本的には女優目線で観ており、出演女優が気持ちよさそうな表情を見て自分も気持ちよくなり、これを材料に自慰をすることもある[4]。AV撮影においても「役に感情をのせて演技するのが本当に楽しい」とのこと[43]。
- 舞台では自分でメイクしてセットするというのが当たり前の環境だったため、AV業界に来て新鮮だったことのひとつに「誰かにメイクされる」という経験を挙げている[4]。
- 将来的な目標として、洋服や下着のプロデュース、そして男性だけでなく女性からも愛される女優になることを掲げている[4]。
- ビデオ撮影では無理な体勢をすることが多いため、あわやぎっくり腰となることもあった[3]。

## 作品

### アダルトビデオ
2023年
- 芸能界引退後、即AVデビュー 渚恋生（9月26日配信、10月26日発売、SODクリエイト）
  - 芸能界引退後、即AVデビュー 渚恋生 デビュー前の秘蔵映像収録DVDセット（2023年10月26日発売、SODクリエイト）
- 芸能人が突撃、お宅訪問えっち。渚恋生を発射無制限でお貸しします。（10月24日配信、11月23日発売、SODクリエイト）
- 芸能人 渚恋生 絶頂開発 敏感BODYをガクブル震わせながらジブン史上最高の激イキ! 巨根大絶頂（12月21日、SODクリエイト）

2024年
- 渚恋生 初ドラマ作品 キスから始まる4職業コスプレ 職場なのにスイッチが入ると止まらない本性エッチな働くオンナ。【圧倒的4K映像でヌク!】（1月25日、SODクリエイト）
- ロケ帰り相部屋NTR 大雪で帰れなくなったお天気お姉さんが陰険な中年ディレクターの粘着パワハラチ○ポで開発され続けた一晩。渚恋生（2月22日、SODクリエイト）
- 芸能人 初めてのソープ 射精無限大Fカップソープ 必ず9発抜いてくれる! 笑顔で癒される神乳ボディ! 渚恋生（3月20日、SODクリエイト）[44][45]
- 限界禁欲 淫らに絡み合う イキ果てるまでずっと入れっぱなし濃密ワイルド性交 芸能人 渚恋生（4月25日、SODクリエイト）[46]
- 僕の彼女は渚恋生 芸能人を独り占めして初めてのお泊りデートでイチャラブ巣ごもりSEX。（6月6日、SODクリエイト）
- 芸能人 はじめての誘淫リキッドSEX 感度ビンビン覚醒BODYが腰をクイクイ浮かせて痙攣イキっ! 渚恋生（6月20日、SODクリエイト）[18]
- 検査入院のため訪れたクリニックで偶然再会した元カノナースと、夜勤中こっそりいたるところで生フェラ & ベロチューしまくった。 渚恋生（7月25日、SODクリエイト）[47]
- 「ひさしぶりに学校いってみいひん?」 かつての同級生と10年ぶりに再会。当時ヤリまくっていた思い出の校舎…は跡形もなく…廃墟になった母校の冷たいコンクリートに彼女を押しあて何度も何度も腰を打ちつけた 渚恋生（8月22日、SODクリエイト）[48]
- 渚恋生と優雅な休日 二泊三日4SEX10発射 旅そっちのけでイチャイチャ! ヤリまくり! 独り占め旅行（9月26日、SODクリエイト）
- 那須塩原温泉を訪れた渚恋生ちゃん（23）タオル一枚男湯入ってみませんか? HARD（11月21日、SODクリエイト）
- 全部あの女が悪いんだから無理やりヤられても仕方がないよね？ 渚恋生（12月26日、SODクリエイト）[49][50]

2025年
- ラーメン屋唯一の女バイト、汗だくガテン系店員の性欲発散を担うセクハラOK娘。 渚恋生（1月23日、SODクリエイト）
- 一生に一度のプロポーズNTR「結婚前に他の男と寝てほしい」婚約指輪を渡されたタイミングで彼氏に告げられ 今さら別れる気にもなれず 渋々受け入れてしまったドMカノジョ 渚恋生（2月20日、SODクリエイト）
- 最高の芸能人を最良のトロマン状態で 禁欲明けに理性がブッ飛ぶ 淫汁 汗 唾液とろだく漏らしっぱなし性交 渚恋生（3月20日、SODクリエイト）
- 昼は清楚な新人女子アナ恋生は 夜はボクの居残り残業の発声練習に付き合ってくれ とびきり下品な清らか淫語を耳元でささやいて 優しく包み込むようなフィンガーテクと乳首舐めで慰めてくれる神同期 渚恋生（4月24日、SODクリエイト）
- 新人バレリーナ性支配NTR バレエに打ち込む生娘の軟体キツマンに年上悪漢肉棒をねじこみイキ堕ち屈服させた記録映像。渚恋生（5月22日、SODクリエイト）
- CAごときが定年間近ベテランパイロットの俺を捨てるなんて許さない 洗脳エステで俺の思い通りにしてやる! 渚恋生（6月26日、SODクリエイト）
- いいなり温泉旅行 渚恋生（7月24日、SODクリエイト）
- 命を救った男は最悪の強漢魔だった。無理矢理性処理をさせられ続け輪漢沼に堕ちた救急救命医・渚恋生（8月21日、SODクリエイト）

### 配信のみ
- まだ芸能界にいたときのハメ撮り映像!? 渚恋生 (23)（2023年10月13日、Starみぃつけた!）※「デビュー前の秘蔵映像収録DVDセット」に含まれる映像作品を分割配信。
- ルックス、エロ、性格、全てSクラスな高級愛人とイチャつき放題ヤリまくり。こいき（2024年9月4日、SODクリエイト）
- 芸能人 渚恋生 初対面（2024年9月9日、SODクリエイト）
- 芸能人の彼女と同棲 僕だけが知ってる家庭的な姿と甘えんぼなキミのイキ顔 渚恋生（2024年11月25日、SODクリエイト）
- 華金の夜、ホテルで芸能人と密会 僕しか知らないマゾ性、裸体、全て貪り尽くす。 渚恋生（2025年3月13日、SODクリエイト）

### イメージビデオ
- Koiki Grace and elegance 渚恋生（2024年4月18日、REbecca）
- 湯女美人 渚恋生（2024年9月25日、スパークビジョン）
- Koiki2 Second Steps 渚恋生（2025年6月19日、REbecca）

### 写真集
- LIVE IN LOVE 渚恋生1st写真集（2024年2月14日、小学館、撮影：西田幸樹）[51] ISBN 978-4-09-682447-4
- プレミアムヌードポーズブック 渚恋生（2024年9月13日、ジーオーティー、撮影：田村浩章）[52][53] ISBN 978-4-8236-0714-1

### デジタル写真集
2024年
- 渚恋生 可憐にもほどがある!（3月18日、小学館、撮影：熊谷貫）[54]
- 渚恋生写真集「やさしいとげ」（6月17日、集英社、撮影：MOMOMI）[55]
- 渚恋生 絶対聖域 FRIDAYデジタル写真集（7月12日、講談社、撮影：篠原潔）
- 渚恋生 REALITY（8月30日、徳間書店、撮影：鈴木ゴータ）
- ジューシーハニーPLUS ＃23（11月21日、ジューシーハニー、撮影：篠原潔）

2025年
- FLASHデジタル写真集R 渚恋生 平安の夜の情事（3月25日、光文社、撮影：青山裕企）
- 渚恋生 いつかのシーサイド FRIDAYデジタル写真集（7月4日、講談社、撮影：篠原潔）

## 製品

### トレーディングカード
- AVC ジューシーハニー PLUS ＃23 渚恋生 & JULIA & 美乃すずめ & 美谷朱音（2024年8月31日、株式会社ハバロッサ）
- AVC ジューシーハニーLUXURY EDITION 2025 DUO DIVAS 山岸あや花 & 美谷朱音 / 神木麗 & 渚恋生（2025年6月28日、株式会社ハバロッサ）

## 出演

### テレビ
- ケンコバのバコバコナイト「バコバコSXII」（2025年1月3日 - 1月24日、サンテレビ）

### ウェブラジオ
- 渚恋生のこいらじ♡（2025年3月15日[56] - 、ラジオクロニクル）